# Aluminiumoxynitrid
Aluminiumoxynitrid ist ein transparenter keramischer Werkstoff, bestehend aus Aluminium, Sauerstoff und Stickstoff. Es wird unter dem Handelsnamen ALON vermarktet und im US-Patent 4.520.116 beschrieben. Das Material bleibt bis zu 1200 °C fest und ist härter als Glas. Wird es als Fensterglas für gepanzerte Fahrzeuge geformt und poliert, betragen die derzeitigen Materialkosten (2005) ungefähr 15.000–23.000 US-Dollar pro Quadratmeter.
Es ist derzeit die entscheidende Außenschicht von experimenteller transparenter Panzerung, die von der US-amerikanischen Luftwaffe als Fenstermaterial für gepanzerte Fahrzeuge in Betracht gezogen wird. Andere Anwendungen beinhalten Halbleiter und handelsübliche Einbauten.
Die Gegenstände werden normalerweise aus gepresstem, gegossenem oder in Formen versetztem Pulver hergestellt. Die so geformten Grünlinge werden im Ofen gesintert und anschließend poliert. Die Wahl des Polierverfahrens hat entscheidenden Einfluss auf die Schlagresistenz der Panzerung.
Ein verwandter Werkstoff ist Aluminiumoxid (Al2O3), auch bekannt unter dem Namen Korund.

## „Transparentes Aluminium“
ALON wird gerne in Verbindung gebracht mit dem fiktiven Werkstoff „Transparentes Aluminium“. Dieses wurde im Science-Fiction-Film Star Trek IV: Zurück in die Gegenwart erstmals durch den Chefingenieur Montgomery Scott erwähnt und wird in Raumschiffen der Sternenflotte als Fenstermaterial eingesetzt. Im Jahre 1985 wurde das Patent für den keramischen Werkstoff eingereicht, der Film wurde 1986 produziert. Auch die Handlung der Zeitreise spielt filmintern 1986.
Das Material wurde zudem im Film Jurassic World erwähnt. Es wurde als transparente Hülle der Gyrosphere, einer fiktiven Touristenattraktion des Parks, verwendet, die jedoch beim Zusammentreffen mit dem künstlich geschaffenen Indominus Rex zerstört wurde.